# Mitromorpha swinneni
Mitromorpha swinneni é uma espécie de gastrópode do gênero Mitromorpha, pertencente a família Mitromorphidae.